# Daniel Jones
För fotbollsspelaren, se Daniel Jones (fotbollsspelare), för lingvisten, se Daniel Jones (lingvist).
Daniel Jones, född 22 juli 1973 i Southend-on-Sea, Essex, England, är en brittisk-australisk musiker. Han föddes i England men har varit bosatt i Australien efter att hans familj flyttade till Brisbane i Australien när han var liten. 
Han utgjorde, tillsammans med Darren Hayes popduon Savage Garden mellan 1994 och 2001. Sedan splittringen startade han sitt eget skivbolag, Meridien, och inspelningsstudion Level 7 Studios.